# Stenellipsis gracilis
Stenellipsis gracilis är en skalbaggsart som först beskrevs av White 1846.  Stenellipsis gracilis ingår i släktet Stenellipsis och familjen långhorningar. Inga underarter finns listade i Catalogue of Life.